# Chaetodon multicinctus
Chaetodon multicinctus là một loài cá biển thuộc chi Cá bướm (phân chi Exornator) trong họ Cá bướm. Loài này được mô tả lần đầu tiên vào năm 1863.

## Từ nguyên
Tính từ định danh multicinctus được ghép bởi hai âm tiết trong tiếng Latinh: multi ("nhiều") và cinctus ("quấn quanh mình"), hàm ý đề cập đến các dải sọc vàng nâu ở hai bên thân.

## Phạm vi phân bố và môi trường sống
C. multicinctus là loài đặc hữu của quần đảo Hawaii và đảo Johnston gần đó. Khoảng 2/3 phạm vi của C. multicinctus nằm trong khu vực Tượng đài hải dương quốc gia Papahānaumokuākea, một khu bảo tồn biển được bảo vệ hoàn toàn.
C. multicinctus sống tập trung ở những khu vực mà san hô phát triển phong phú, đặc biệt là Pocillopora meandrina và các loài trong chi Porites, trên các rạn viền bờ và trong đầm phá ở độ sâu từ 5 đến 114 m.

## Mô tả
C. multicinctus có chiều dài cơ thể lớn nhất được ghi nhận là 12 cm. Loài này có màu trắng, lốm đốm các chấm nâu. Hai bên thân có các sọc dọc màu vàng nâu. Đầu có một dải đen băng dọc qua mắt; đỉnh đầu có một vệt đen. Vây lưng có dải viền vàng, còn vây hậu môn có dải viền trắng xanh. Vây đuôi có vạch đen quanh cuống, một sọc đen khác nằm giữa vây (phần vây phía ngoài dải đen này trong suốt). Vây bụng màu trắng. Vây ngực trong suốt.
Số gai ở vây lưng: 13–14; Số tia vây ở vây lưng: 24–26; Số gai ở vây hậu môn: 3; Số tia vây ở vây hậu môn: 18–20; Số gai ở vây bụng: 1; Số tia vây ở vây bụng: 5.

## Sinh thái học
C. multicinctus là loài ăn san hô chuyên biệt, đặc biệt ưa thích san hô của loài Pocillopora meandrina, bên cạnh đó cũng bao gồm các loài trong chi Porites, Montipora và Acropora.
C. multicinctus thường kết đôi với nhau và sống chung trong một lãnh thổ, cùng nhau bảo vệ nguồn thức ăn trước đồng loại. Thời điểm sinh sản của C. multicinctus diễn ra từ tháng 3 đến tháng 7, chủ yếu trong khoảng tuần trăng non và trăng tròn. Việc sinh sản thường diễn ra ở vị trí cách đáy biển ít nhất 1–2 m. Trong quá trình sinh sản, những con cá đực khác có thể "chen chân" vào một cặp đang giao phối.

## Lai tạp
Cá thể mang kiểu màu trung gian giữa C. multicinctus với Chaetodon miliaris, cũng là một loài cá bướm đặc hữu của Hawaii, đã được bắt gặp trong tự nhiên. Ngoài ra, C. multicinctus còn có thể kết đôi khác loài với ba loài cùng phân chi Exornator là Chaetodon quadrimaculatus, Chaetodon punctatofasciatus và Chaetodon pelewensis.

## Phân loại học
C. multicinctus cùng với C. punctatofasciatus và C. pelewensis là ba loài chị em gần nhất của nhau. Cả ba loài đều có nhiều đốm chấm trên cơ thể với các dải sọc xiên hoặc thẳng.

## Thương mại
C. multicinctus được thu thập trong hoạt động kinh doanh cá cảnh.